# Ömer Can Tamursoylu
Ömer Can Tamursoylu (* 1. Januar 1994 in Adana) ist ein türkischer Fußballspieler.

## Karriere
Tamursoylu begann mit dem Vereinsfußball 2005 in der Jugend von Seyhanspor, dem Fußballklub seines Heimatbezirks Seyhan. 2007 wechselte er dann zur Nachwuchsabteilung von Adanaspor.
Im Sommer 2013 wurde er hier mit einem Profivertrag ausgestattet und kam dadurch in den Kader der 1. Mannschaft. Am 25. September 2013 gab er in der Pokalpartie gegen Erzurum Büyükşehir Belediyespor sein Profidebüt.
Für die Saison 2014/15 wurde er an den Drittligisten Menemen Belediyespor ausgeliehen.